# PfalzB Blatt 115

Zeichnung nach Musterblatt 115

Bei den Pfälzischen Km  von 1899 handelt es sich um zweiachsige Klappdeckelwagen – Gattungszeichen „K“ – mit einem Ladegewicht von bis zu 15 t nach der Skizzen 115 des Wagenstandsverzeichnisses für die linksrheinischen Bahnen der K.Bay.Sts.B. von 1913. Die Wagen wurden sowohl in gebremster als auch in ungebremster Ausführung gebaut.

## Geschichte
Es handelt sich bei diesen Wagen um solche der dritten Beschaffungsgeneration die zwischen 1899 und 1907 in geringer Stückzahl beschafft wurden. Die Wagen entsprechen in ihrer Konstruktion und in ihren Abmessungen den ab 1910 kommenden Verbandsbauarten. Diese wurden allerdings von den Pfälzischen Eisenbahnen nicht mehr beschafft. Ob die Wagen auch noch zur Reichsbahn kamen, ist nicht bekannt.

## Konstruktive Merkmale

### Untergestell
Das Fahrgestell der Wagen komplett aus Profileisen zusammengenietet. Die äußeren Längsträger waren aus Profileisen und hatten U-Form mit nach außen gerichteten Flanschen, sie lagen 935 mm über der SOK. Als Zugeinrichtung hatten die Wagen Schraubenkupplungen mit Sicherheitshaken nach VDEV, die Zugstange war durchgehend und mittig gefedert. Als Stoßeinrichtung besaßen die Wagen Stangenpuffer mit einer Einbaulänge von 650 mm, die Pufferteller hatten einen Durchmesser von 370 mm. Die Höhe des Pufferstandes betrug 1.050 mm.

### Laufwerk
Die Wagen hatten genietete Fachwerkachshalter aus Flacheisen mit der langen, geraden Bauform. Gelagert waren die Achsen in geteilten Gleitachslagern. Die Räder hatten Speichenradkörper und einen Raddurchmesser von 1014 mm. Das mehrlagige Federpaket war mit einfachen Laschen in den Federböcken befestigt.

### Wagenkasten
Der Wagenkasten war komplett aus Eisen aufgebaut. Die Wände und auch die Türen waren gesickt. Alle Wände waren feststehend und nicht abbordbar. Die Stirnwände waren feststehend. Die Seitenwände waren nur 960 mm hoch und ebenfalls feststehend. Auf beiden Seiten befanden sich zweiflügelige Ladetüren aus Eisen. Bei den Typen mit Bremserhäusern befanden diese sich teilweise über den Pufferbohlen. Das Bremserhaus selbst war nur einseitig zugänglich.

## Wagennummern
| 1899               |                    | 10                 | 9586               | Lu 49101                |                         | | | 7.500 | 3.010 | 2 | | 3.300 | Brh | 5.290 | 2.900 | 15,3 | 22,0 | 15.000 | 9.000 | | | | |
| 1899               | 9587               | 10                 | Lu 49102           |                         |                         | | | 7.500 | 3.010 | 2 | | 3.300 | Brh | 5.290 | 2.900 | 15,3 | 22,0 | 15.000 | 9.000 | | | | |
| 1899               | 9588               | 10                 | Lu 49103           |                         | < 1916                  | | | 7.500 | 3.010 | 2 | | 3.300 | Brh | 5.290 | 2.900 | 15,3 | 22,0 | 15.000 | 9.000 | | | | |
| 1899               | 9589               | 10                 | Lu 49104           |                         |                         | | | 7.500 | 3.010 | 2 | | 3.300 | Brh | 5.290 | 2.900 | 15,3 | 22,0 | 15.000 | 9.000 | | | | |
| 1899               | 9590               | 10                 | Lu 49105           |                         |                         | | | 7.500 | 3.010 | 2 | | 3.300 | Brh | 5.290 | 2.900 | 15,3 | 22,0 | 15.000 | 9.000 | | | | |
| 1899               | 9591               | 10                 | Lu 49106           |                         |                         | | | 7.500 | 3.010 | 2 | | 3.300 | Brh | 5.290 | 2.900 | 15,3 | 22,0 | 15.000 | 9.000 | | | | |
| 1899               | 9592               | 10                 | Lu 49107           |                         |                         | | | 7.500 | 3.010 | 2 | | 3.300 | Brh | 5.290 | 2.900 | 15,3 | 22,0 | 15.000 | 9.000 | | | | |
| 1899               | 9593               | 10                 | Lu 49108           |                         |                         | | | 7.500 | 3.010 | 2 | | 3.300 | Brh | 5.290 | 2.900 | 15,3 | 22,0 | 15.000 | 9.000 | | | | |
| 1899               | 9594               | 10                 | Lu 49109           |                         |                         | | | 7.500 | 3.010 | 2 | | 3.300 | Brh | 5.290 | 2.900 | 15,3 | 22,0 | 15.000 | 9.000 | | | | |
| 1899               | 9595               | 10                 | Lu 49110           |                         |                         | | | 7.500 | 3.010 | 2 | | 3.300 | Brh | 5.290 | 2.900 | 15,3 | 22,0 | 15.000 | 9.000 | | | | |
| 1907               |                    | 7                  | 11839              | Lu 49111                |                         | | | 7.500 | 3.010 | 2 | | 3.300 | Brh | 5.290 | 2.900 | 15,3 | 22,0 | 15.000 | 9.000 | | | | |
| 1907               | 11840              | 7                  | Lu 49112           |                         |                         | | | 7.500 | 3.010 | 2 | | 3.300 | Brh | 5.290 | 2.900 | 15,3 | 22,0 | 15.000 | 9.000 | | | | |
| 1907               | 11841              | 7                  | Lu 49113           |                         |                         | | | 7.500 | 3.010 | 2 | | 3.300 | Brh | 5.290 | 2.900 | 15,3 | 22,0 | 15.000 | 9.000 | | | | |
| 1907               | 11842              | 7                  | Lu 49114           |                         |                         | | | 7.500 | 3.010 | 2 | | 3.300 | Brh | 5.290 | 2.900 | 15,3 | 22,0 | 15.000 | 9.000 | | | | |
| 1907               | 11843              | 7                  | Lu 49115           |                         |                         | | | 7.500 | 3.010 | 2 | | 3.300 | Brh | 5.290 | 2.900 | 15,3 | 22,0 | 15.000 | 9.000 | | | | |
| 1907               | 11844              | 7                  | Lu 49116           |                         |                         | | | 7.500 | 3.010 | 2 | | 3.300 | Brh | 5.290 | 2.900 | 15,3 | 22,0 | 15.000 | 9.000 | | | | |
| 1907               | 11845              | 7                  | Lu 49117           |                         |                         | | | 7.500 | 3.010 | 2 | | 3.300 | Brh | 5.290 | 2.900 | 15,3 | 22,0 | 15.000 | 9.000 | | | | |
| 1907               |                    | 3                  | 916                | Lu 49118                |                         | | | 7.500 | 3.010 | 2 | | 3.300 | Brh | 5.290 | 2.900 | 15,3 | 22,0 | 15.000 | 9.000 | | | | |
| 1907               | 3852               | 3                  | Lu 49119           |                         |                         | | | 7.500 | 3.010 | 2 | | 3.300 | Brh | 5.290 | 2.900 | 15,3 | 22,0 | 15.000 | 9.000 | | | | |
| 1907               | 9778               | 3                  | Lu 49120           |                         |                         | | | 7.500 | 3.010 | 2 | | 3.300 | Brh | 5.290 | 2.900 | 15,3 | 22,0 | 15.000 | 9.000 | | | | |
| Blatt-Nr. 115II    | Blatt-Nr. 115II    | Blatt-Nr. 115II    | Km                 | Km                      | Km                      | | | | | | (siehe Legende) | | (siehe Legende) | | | | | | | Beschaffung auf Rechnung der Ludwigsbahn | | | |
| 1899               |                    | 8                  | 9578               | Lu 49121                |                         | | | 6.600 | 3.010 | 2 | | 3.000 | | 5.290 | 2.900 | 15,3 | 22,0 | 15.000 | 7.700 | | | | |
| 1899               | 9579               | 8                  | Lu 49122           |                         |                         | | | 6.600 | 3.010 | 2 | | 3.000 | | 5.290 | 2.900 | 15,3 | 22,0 | 15.000 | 7.700 | | | | |
| 1899               | 9580               | 8                  | Lu 49123           |                         |                         | | | 6.600 | 3.010 | 2 | | 3.000 | | 5.290 | 2.900 | 15,3 | 22,0 | 15.000 | 7.700 | | | | |
| 1899               | 9581               | 8                  | Lu 49124           |                         |                         | | | 6.600 | 3.010 | 2 | | 3.000 | | 5.290 | 2.900 | 15,3 | 22,0 | 15.000 | 7.700 | | | | |
| 1899               | 9582               | 8                  | Lu 49125           |                         |                         | | | 6.600 | 3.010 | 2 | | 3.000 | | 5.290 | 2.900 | 15,3 | 22,0 | 15.000 | 7.700 | | | | |
| 1899               | 9583               | 8                  | Lu 49126           |                         |                         | | | 6.600 | 3.010 | 2 | | 3.000 | | 5.290 | 2.900 | 15,3 | 22,0 | 15.000 | 7.700 | | | | |
| 1899               | 9584               | 8                  | Lu 49127           |                         |                         | | | 6.600 | 3.010 | 2 | | 3.000 | | 5.290 | 2.900 | 15,3 | 22,0 | 15.000 | 7.700 | | | | |
| 1899               | 9585               | 8                  | Lu 49128           |                         |                         | | | 6.600 | 3.010 | 2 | | 3.000 | | 5.290 | 2.900 | 15,3 | 22,0 | 15.000 | 7.700 | | | | |
| 1899               |                    | 5                  | 9596               | Lu 49129                |                         | | | 6.600 | 3.010 | 2 | | 3.000 | | 5.290 | 2.900 | 15,3 | 22,0 | 15.000 | 7.700 | | | | |
| 1899               | 9597               | 5                  | Lu 49130           |                         |                         | | | 6.600 | 3.010 | 2 | | 3.000 | | 5.290 | 2.900 | 15,3 | 22,0 | 15.000 | 7.700 | | | | |
| 1899               | 9598               | 5                  | Lu 49131           |                         |                         | | | 6.600 | 3.010 | 2 | | 3.000 | | 5.290 | 2.900 | 15,3 | 22,0 | 15.000 | 7.700 | | | | |
| 1899               | 9599               | 5                  | Lu 49132           |                         |                         | | | 6.600 | 3.010 | 2 | | 3.000 | | 5.290 | 2.900 | 15,3 | 22,0 | 15.000 | 7.700 | | | | |
| 1899               | 9560               | 5                  | Lu 49133           |                         |                         | | | 6.600 | 3.010 | 2 | | 3.000 | | 5.290 | 2.900 | 15,3 | 22,0 | 15.000 | 7.700 | | | | |
| 1907               |                    | 14                 | 11826              | Lu 49134                |                         | | | 6.600 | 3.010 | 2 | | 3.000 | | 5.290 | 2.900 | 15,3 | 22,0 | 15.000 | 7.700 | | | | |
| 1907               | 11827              | 14                 | Lu 49135           |                         |                         | | | 6.600 | 3.010 | 2 | | 3.000 | | 5.290 | 2.900 | 15,3 | 22,0 | 15.000 | 7.700 | | | | |
| 1907               | 11828              | 14                 | Lu 49136           |                         |                         | | | 6.600 | 3.010 | 2 | | 3.000 | | 5.290 | 2.900 | 15,3 | 22,0 | 15.000 | 7.700 | | | | |
| 1907               | 11829              | 14                 | Lu 49137           |                         |                         | | | 6.600 | 3.010 | 2 | | 3.000 | | 5.290 | 2.900 | 15,3 | 22,0 | 15.000 | 7.700 | | | | |
| 1907               | 11830              | 14                 | Lu 49138           |                         |                         | | | 6.600 | 3.010 | 2 | | 3.000 | | 5.290 | 2.900 | 15,3 | 22,0 | 15.000 | 7.700 | | | | |
| 1907               | 11831              | 14                 | Lu 49139           |                         |                         | | | 6.600 | 3.010 | 2 | | 3.000 | | 5.290 | 2.900 | 15,3 | 22,0 | 15.000 | 7.700 | | | | |
| 1907               | 11832              | 14                 | Lu 49140           |                         |                         | | | 6.600 | 3.010 | 2 | | 3.000 | | 5.290 | 2.900 | 15,3 | 22,0 | 15.000 | 7.700 | | | | |
| 1907               | 11833              | 14                 | Lu 49141           |                         |                         | | | 6.600 | 3.010 | 2 | | 3.000 | | 5.290 | 2.900 | 15,3 | 22,0 | 15.000 | 7.700 | | | | |
| 1907               | 11834              | 14                 | Lu 49142           |                         |                         | | | 6.600 | 3.010 | 2 | | 3.000 | | 5.290 | 2.900 | 15,3 | 22,0 | 15.000 | 7.700 | | | | |
| 1907               | 11835              | 14                 | Lu 49143           |                         |                         | | | 6.600 | 3.010 | 2 | | 3.000 | | 5.290 | 2.900 | 15,3 | 22,0 | 15.000 | 7.700 | | | | |
| 1907               | 11836              | 14                 | Lu 49144           |                         |                         | | | 6.600 | 3.010 | 2 | | 3.000 | | 5.290 | 2.900 | 15,3 | 22,0 | 15.000 | 7.700 | | | | |
| 1907               | 11837              | 14                 | Lu 49145           |                         |                         | | | 6.600 | 3.010 | 2 | | 3.000 | | 5.290 | 2.900 | 15,3 | 22,0 | 15.000 | 7.700 | | | | |
| 1907               | 11838              | 14                 | Lu 49146           |                         |                         | | | 6.600 | 3.010 | 2 | | 3.000 | | 5.290 | 2.900 | 15,3 | 22,0 | 15.000 | 7.700 | | | | |
| 1907               | 11232              | 14                 | Lu 49153           |                         |                         | | | 6.600 | 3.010 | 2 | | 3.000 | | 5.290 | 2.900 | 15,3 | 22,0 | 15.000 | 7.700 | | | | |
| 1907               |                    | 6                  | 2518               | Lu 49147                |                         | | | 6.600 | 3.010 | 2 | | 3.000 | | 5.290 | 2.900 | 15,3 | 22,0 | 15.000 | 7.700 | | | | |
| 1907               | 2780               | 6                  | Lu 49148           |                         |                         | | | 6.600 | 3.010 | 2 | | 3.000 | | 5.290 | 2.900 | 15,3 | 22,0 | 15.000 | 7.700 | | | | |
| 1907               | 2791               | 6                  | Lu 49149           |                         |                         | | | 6.600 | 3.010 | 2 | | 3.000 | | 5.290 | 2.900 | 15,3 | 22,0 | 15.000 | 7.700 | | | | |
| 1907               | 7320               | 6                  | Lu 49150           |                         |                         | | | 6.600 | 3.010 | 2 | | 3.000 | | 5.290 | 2.900 | 15,3 | 22,0 | 15.000 | 7.700 | | | | |
| 1907               | 7377               | 6                  | Lu 49151           |                         |                         | | | 6.600 | 3.010 | 2 | | 3.000 | | 5.290 | 2.900 | 15,3 | 22,0 | 15.000 | 7.700 | | | | |
| 1907               | 8384               | 6                  | Lu 49152           |                         |                         | | | 6.600 | 3.010 | 2 | | 3.000 | | 5.290 | 2.900 | 15,3 | 22,0 | 15.000 | 7.700 | | | | |
| Legende Bremsen    | Legende Bremsen    | Legende Bremsen    | Legende Bremsen    | Handbremstypen          | Handbremstypen          | BrH = Bremserhaus; Pl = Handbremse auf Plattform; Fsbr = Freisitzbremse | BrH = Bremserhaus; Pl = Handbremse auf Plattform; Fsbr = Freisitzbremse | BrH = Bremserhaus; Pl = Handbremse auf Plattform; Fsbr = Freisitzbremse | BrH = Bremserhaus; Pl = Handbremse auf Plattform; Fsbr = Freisitzbremse | BrH = Bremserhaus; Pl = Handbremse auf Plattform; Fsbr = Freisitzbremse | BrH = Bremserhaus; Pl = Handbremse auf Plattform; Fsbr = Freisitzbremse | BrH = Bremserhaus; Pl = Handbremse auf Plattform; Fsbr = Freisitzbremse | BrH = Bremserhaus; Pl = Handbremse auf Plattform; Fsbr = Freisitzbremse | BrH = Bremserhaus; Pl = Handbremse auf Plattform; Fsbr = Freisitzbremse | BrH = Bremserhaus; Pl = Handbremse auf Plattform; Fsbr = Freisitzbremse | BrH = Bremserhaus; Pl = Handbremse auf Plattform; Fsbr = Freisitzbremse | BrH = Bremserhaus; Pl = Handbremse auf Plattform; Fsbr = Freisitzbremse | BrH = Bremserhaus; Pl = Handbremse auf Plattform; Fsbr = Freisitzbremse | BrH = Bremserhaus; Pl = Handbremse auf Plattform; Fsbr = Freisitzbremse | BrH = Bremserhaus; Pl = Handbremse auf Plattform; Fsbr = Freisitzbremse | BrH = Bremserhaus; Pl = Handbremse auf Plattform; Fsbr = Freisitzbremse | BrH = Bremserhaus; Pl = Handbremse auf Plattform; Fsbr = Freisitzbremse | BrH = Bremserhaus; Pl = Handbremse auf Plattform; Fsbr = Freisitzbremse |
|                    |                    |                    |                    | Druckluftbremsen        | Druckluftbremsen        | Hnbr = Henri-Bremse; Hsbr = Henri-Schnellbremse; Kp. = Knorr-Bremse; Sbr. = Schleifer-Bremse; Ssbr = Schleifer-Schnellbremse; Wbr = Westinghouse-Bremse; Wsbr = Westinghouse-Schnellbremse; | Hnbr = Henri-Bremse; Hsbr = Henri-Schnellbremse; Kp. = Knorr-Bremse; Sbr. = Schleifer-Bremse; Ssbr = Schleifer-Schnellbremse; Wbr = Westinghouse-Bremse; Wsbr = Westinghouse-Schnellbremse; | Hnbr = Henri-Bremse; Hsbr = Henri-Schnellbremse; Kp. = Knorr-Bremse; Sbr. = Schleifer-Bremse; Ssbr = Schleifer-Schnellbremse; Wbr = Westinghouse-Bremse; Wsbr = Westinghouse-Schnellbremse; | Hnbr = Henri-Bremse; Hsbr = Henri-Schnellbremse; Kp. = Knorr-Bremse; Sbr. = Schleifer-Bremse; Ssbr = Schleifer-Schnellbremse; Wbr = Westinghouse-Bremse; Wsbr = Westinghouse-Schnellbremse; | Hnbr = Henri-Bremse; Hsbr = Henri-Schnellbremse; Kp. = Knorr-Bremse; Sbr. = Schleifer-Bremse; Ssbr = Schleifer-Schnellbremse; Wbr = Westinghouse-Bremse; Wsbr = Westinghouse-Schnellbremse; | Hnbr = Henri-Bremse; Hsbr = Henri-Schnellbremse; Kp. = Knorr-Bremse; Sbr. = Schleifer-Bremse; Ssbr = Schleifer-Schnellbremse; Wbr = Westinghouse-Bremse; Wsbr = Westinghouse-Schnellbremse; | Hnbr = Henri-Bremse; Hsbr = Henri-Schnellbremse; Kp. = Knorr-Bremse; Sbr. = Schleifer-Bremse; Ssbr = Schleifer-Schnellbremse; Wbr = Westinghouse-Bremse; Wsbr = Westinghouse-Schnellbremse; | Hnbr = Henri-Bremse; Hsbr = Henri-Schnellbremse; Kp. = Knorr-Bremse; Sbr. = Schleifer-Bremse; Ssbr = Schleifer-Schnellbremse; Wbr = Westinghouse-Bremse; Wsbr = Westinghouse-Schnellbremse; | Hnbr = Henri-Bremse; Hsbr = Henri-Schnellbremse; Kp. = Knorr-Bremse; Sbr. = Schleifer-Bremse; Ssbr = Schleifer-Schnellbremse; Wbr = Westinghouse-Bremse; Wsbr = Westinghouse-Schnellbremse; | Hnbr = Henri-Bremse; Hsbr = Henri-Schnellbremse; Kp. = Knorr-Bremse; Sbr. = Schleifer-Bremse; Ssbr = Schleifer-Schnellbremse; Wbr = Westinghouse-Bremse; Wsbr = Westinghouse-Schnellbremse; | Hnbr = Henri-Bremse; Hsbr = Henri-Schnellbremse; Kp. = Knorr-Bremse; Sbr. = Schleifer-Bremse; Ssbr = Schleifer-Schnellbremse; Wbr = Westinghouse-Bremse; Wsbr = Westinghouse-Schnellbremse; | Hnbr = Henri-Bremse; Hsbr = Henri-Schnellbremse; Kp. = Knorr-Bremse; Sbr. = Schleifer-Bremse; Ssbr = Schleifer-Schnellbremse; Wbr = Westinghouse-Bremse; Wsbr = Westinghouse-Schnellbremse; | Hnbr = Henri-Bremse; Hsbr = Henri-Schnellbremse; Kp. = Knorr-Bremse; Sbr. = Schleifer-Bremse; Ssbr = Schleifer-Schnellbremse; Wbr = Westinghouse-Bremse; Wsbr = Westinghouse-Schnellbremse; | Hnbr = Henri-Bremse; Hsbr = Henri-Schnellbremse; Kp. = Knorr-Bremse; Sbr. = Schleifer-Bremse; Ssbr = Schleifer-Schnellbremse; Wbr = Westinghouse-Bremse; Wsbr = Westinghouse-Schnellbremse; | Hnbr = Henri-Bremse; Hsbr = Henri-Schnellbremse; Kp. = Knorr-Bremse; Sbr. = Schleifer-Bremse; Ssbr = Schleifer-Schnellbremse; Wbr = Westinghouse-Bremse; Wsbr = Westinghouse-Schnellbremse; | Hnbr = Henri-Bremse; Hsbr = Henri-Schnellbremse; Kp. = Knorr-Bremse; Sbr. = Schleifer-Bremse; Ssbr = Schleifer-Schnellbremse; Wbr = Westinghouse-Bremse; Wsbr = Westinghouse-Schnellbremse; | Hnbr = Henri-Bremse; Hsbr = Henri-Schnellbremse; Kp. = Knorr-Bremse; Sbr. = Schleifer-Bremse; Ssbr = Schleifer-Schnellbremse; Wbr = Westinghouse-Bremse; Wsbr = Westinghouse-Schnellbremse; | Hnbr = Henri-Bremse; Hsbr = Henri-Schnellbremse; Kp. = Knorr-Bremse; Sbr. = Schleifer-Bremse; Ssbr = Schleifer-Schnellbremse; Wbr = Westinghouse-Bremse; Wsbr = Westinghouse-Schnellbremse; |
|                    |                    |                    |                    | Saugluftbremsen         | Saugluftbremsen         | Hbr = Hardy-Bremse; Ahbr = Autom. Hardy-Vakuumbremse | Hbr = Hardy-Bremse; Ahbr = Autom. Hardy-Vakuumbremse | Hbr = Hardy-Bremse; Ahbr = Autom. Hardy-Vakuumbremse | Hbr = Hardy-Bremse; Ahbr = Autom. Hardy-Vakuumbremse | Hbr = Hardy-Bremse; Ahbr = Autom. Hardy-Vakuumbremse | Hbr = Hardy-Bremse; Ahbr = Autom. Hardy-Vakuumbremse | Hbr = Hardy-Bremse; Ahbr = Autom. Hardy-Vakuumbremse | Hbr = Hardy-Bremse; Ahbr = Autom. Hardy-Vakuumbremse | Hbr = Hardy-Bremse; Ahbr = Autom. Hardy-Vakuumbremse | Hbr = Hardy-Bremse; Ahbr = Autom. Hardy-Vakuumbremse | Hbr = Hardy-Bremse; Ahbr = Autom. Hardy-Vakuumbremse | Hbr = Hardy-Bremse; Ahbr = Autom. Hardy-Vakuumbremse | Hbr = Hardy-Bremse; Ahbr = Autom. Hardy-Vakuumbremse | Hbr = Hardy-Bremse; Ahbr = Autom. Hardy-Vakuumbremse | Hbr = Hardy-Bremse; Ahbr = Autom. Hardy-Vakuumbremse | Hbr = Hardy-Bremse; Ahbr = Autom. Hardy-Vakuumbremse | Hbr = Hardy-Bremse; Ahbr = Autom. Hardy-Vakuumbremse | Hbr = Hardy-Bremse; Ahbr = Autom. Hardy-Vakuumbremse |
| Legende Lenkachsen | Legende Lenkachsen | Legende Lenkachsen | Legende Lenkachsen | Bauarten der Lenkachsen | Bauarten der Lenkachsen | A4 = Länderbahnversion A4; V = Vereinslenkachse (VDEV) | A4 = Länderbahnversion A4; V = Vereinslenkachse (VDEV) | A4 = Länderbahnversion A4; V = Vereinslenkachse (VDEV) | A4 = Länderbahnversion A4; V = Vereinslenkachse (VDEV) | A4 = Länderbahnversion A4; V = Vereinslenkachse (VDEV) | A4 = Länderbahnversion A4; V = Vereinslenkachse (VDEV) | A4 = Länderbahnversion A4; V = Vereinslenkachse (VDEV) | A4 = Länderbahnversion A4; V = Vereinslenkachse (VDEV) | A4 = Länderbahnversion A4; V = Vereinslenkachse (VDEV) | A4 = Länderbahnversion A4; V = Vereinslenkachse (VDEV) | A4 = Länderbahnversion A4; V = Vereinslenkachse (VDEV) | A4 = Länderbahnversion A4; V = Vereinslenkachse (VDEV) | A4 = Länderbahnversion A4; V = Vereinslenkachse (VDEV) | A4 = Länderbahnversion A4; V = Vereinslenkachse (VDEV) | A4 = Länderbahnversion A4; V = Vereinslenkachse (VDEV) | A4 = Länderbahnversion A4; V = Vereinslenkachse (VDEV) | A4 = Länderbahnversion A4; V = Vereinslenkachse (VDEV) | A4 = Länderbahnversion A4; V = Vereinslenkachse (VDEV) |